# Новоселівське газоконденсатне родовище
Новоселівське газоконденсатне родовище — належить до Руденківсько-Пролетарського нафтогазоносного району Східного нафтогазоносного регіону України.

## Опис
Розташоване в Дніпропетровській області на відстані 65 км від м. Дніпро.
Знаходиться в південній прибортовій зоні Дніпровсько-Донецької западини в межах Зачепилівсько-Левенцівського структурного валу.
Підняття виявлене в 1951 р.
Структура являє собою асиметричну брахіантикліналь, яка простягається вздовж крайового розлому. Її східна перикліналь витягнута, зах. — коротка. Розміри підняття по ізогіпсі — 1840 м 4,7х1,8 м, амплітуда понад 60 м. Перший промисл. приплив газу отримано з інт. 2700—2770 м у 1968 р.
Поклади пластові, склепінчасті, декотрі літологічно обмежені. Колектори — пісковики.
Експлуатується з 1976 р. Режим покладів газовий та водонапірний. Запаси початкові видобувні категорій А+В+С1: газу — 1798 млн. м³; конденсату — 85 тис. т.